# دروشو
دروشو (به لهستانی:  Droszew) یک روستا در لهستان است که در گمینا نووه سکالمیژتسه واقع شده‌است.